# Give Peace a Chance
〈Give Peace a Chance〉(한국어: 평화에게 기회를 주세요)는 존 레논이 쓰고 레논-매카트니로 크레디트된 노래다. 캐나다 몬트리올에서 레논이 오노 요코와 공연했다. 1969년 플라스틱 오노 밴드의 싱글로 애플 레코드를 통해 발매되었다. 이것은 레논이 비틀즈의 멤버로 있을 때 발매한 레논의 첫 싱글이고, 1970년대까지 미국의 반전 운동 앤섬으로 쓰였다. 미국 빌보드 핫 100에서는 14위까지 올랐고, 영국 싱글 차트에서는 2위까지 올랐다.

## 작곡과 녹음

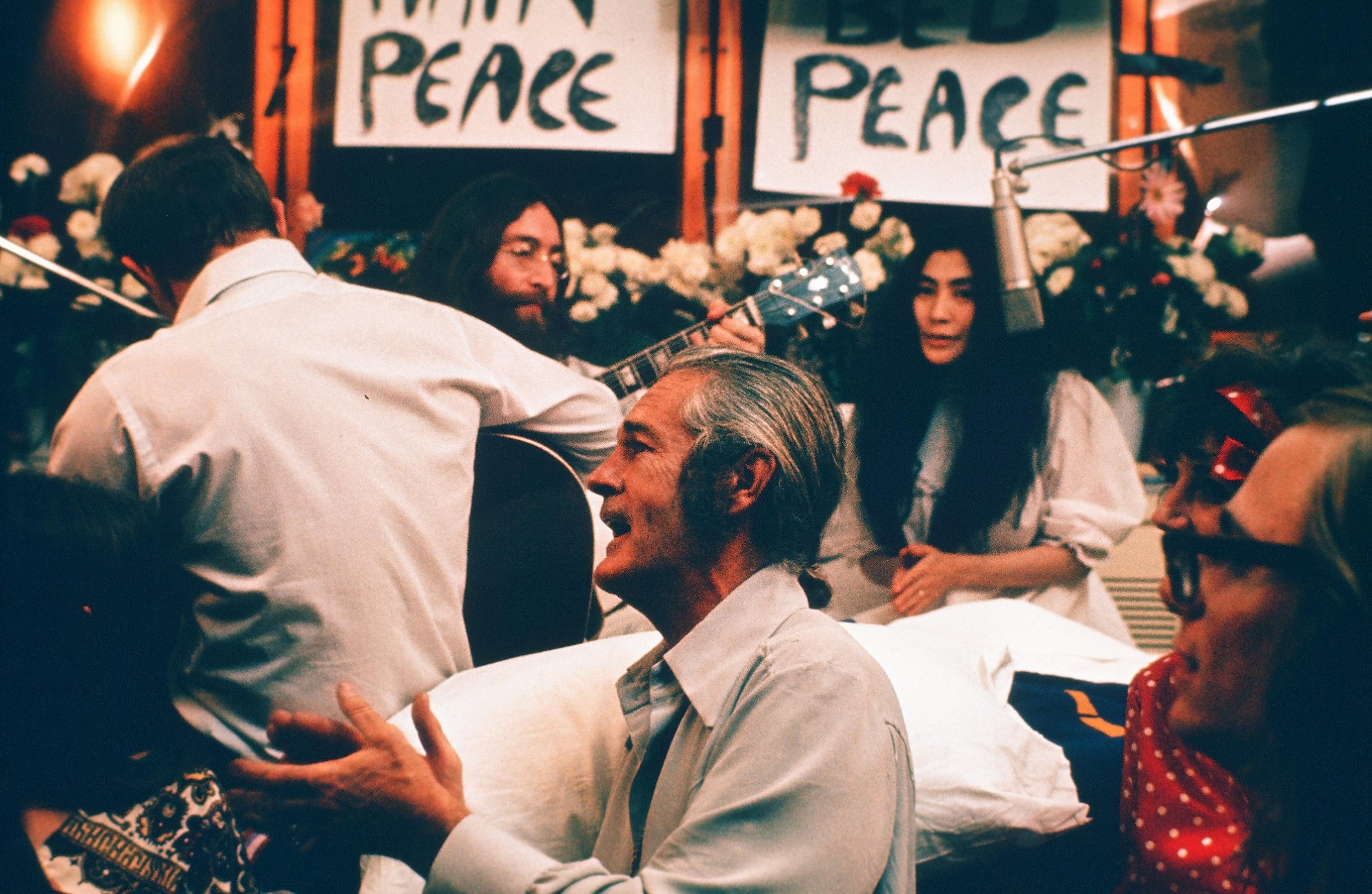
〈Give Peace a Chance〉의 녹음 장면. 왼쪽에서 오른쪽으로, 로즈마리 리어리, 토미 스모더스, 존 레논, 티모시 리어리, 오노 요코, 주디 마르코니, 그리고 폴 윌리엄스.

노래는 레논이 캐나다 몬트리올에서 한 베드 인 도중 작곡했다. 기자가 침대에 머물러서 무엇을 이루고자 하는지 물었을 때, 레논은 "그냥 평화에게 기회를 주고 싶어서요"라고 대답했다. 그는 베드 인 중에 몇 가지 말을 꺼냈다. 녹음은 1969년 6월 1일 몬트리올의 퀸 엘리자베스 호텔 1742번 방에서 안드레 페리가 근처의 스튜디오에서 4개의 마이크와 4개의 포 트랙 테이프 레코더를 빌려 진행됐다. 녹음 세션에는 티모시 리어리, 라비 에이브러험 페인버그, 조셉 슈왓츠, 로즈마리 우드러프 리어리, 페툴라 클락, 딕 그레고리, 앨런 긴즈버그, 로저 스콧, 머레이 더 케이, 그리고 드렉 테일러를 비롯한 수많은 저널리스트와 다양한 유명인이 참석했고 이들은 가사를 따라 부르기도 했다. 레논은 어쿠스틱 기타를 연주했고, 스모더스 브라더스의 토미 스모더스도 어쿠스틱 기타로 합류했다.
1969년에 나온 판은 레논-매카트니로 표기되었다. 나중에 발매된 것은 레논만 표기되어 있다. 레논은 후에 "정말로 같이 쓴 요코가 아닌, 내 첫 독집 싱글을 매카트니와의 공동 작사로 표기한 것에 죄책감이 든다."며 후회를 표했다. 하지만 이는 급하게 녹음된 〈The Ballad of John and Yoko〉를 도와준 매카트니에 대한 일종의 감사이기도 했다.

## 발매와 여파
〈Give Peace a Chance〉는 오노의 〈Remember Love〉를 뒷면에 싣고 영국에서 1969년 7월 4일에 발매했다. 그리고 며칠 후인 7월 7일 미국에서 발매했다. 영국 싱글 차트에서는 2위까지 올랐고, 빌보드 핫 100에서는 14위까지 올랐다.
노래는 빠르게 베트남 전쟁 반전 운동과 반문화 운동의 앤섬이 되었다. 그리고 1969년 11월 15일 워싱턴 D.C.에서 전개된 시위에서 피트 시거가 이끄는 50만 명의 시위대가 이 노래를 불렀다.
싱글의 발매 뒤, 1975년에 싱글 컴필레이션 《Shaves Fish》에 잘린 형태로 음반에 실렸다. 노래가 완전한 길이로 음반에 수록된 첫 음반은 《The John Lennon Collection》이다. 엄밀히 따져, 밴드가 아직 해체하지 않은 상태에서 비틀즈의 멤버가 첫 번째 "솔로" 싱글을 발표했음에도 불구하고, 존 레논이 아닌 플라스틱 오노 밴드로 음악가가 표기되었다. 레논이 사망한 직후, 팬들은 다코타 밖에서 모여 〈Give Peace a Chance〉를 불렀다. 싱글은 1981년 1월에 차트에 재진입했고 33위까지 올랐다. 이 노래는 〈Instant Karma!〉, 〈Imagine〉와 함께 로큰롤 명예의 전당에 이름이 올랐다.

## 참여 인원
- 존 레논 – 리드 보컬, 어쿠스틱 기타
- 톰 스모더스 – 어쿠스틱 기타
- 오노 요코와 다른 사람들 – 박수, 탬버린, 백 보컬
- 티모시 리어리, 페툴라 클락 – 백 보컬
- 안드레 페리 – 타악기, 제작

## 차트 성적
| 차트 (1969)                | 최고 순위 |
| -------------------------- | --------- |
| 호주 Ö3 오스트리아 탑 40   | 2         |
| 벨기에 울트라탑            | 2         |
| 캐나다 RPM 싱글 차트       | 8         |
| 독일 미디어 컨트롤 차트    | 4         |
| 네덜란드 메가차트          | 1         |
| 노르웨이 VG-리스타         | 11        |
| 스위스 슈바이처 히트파라데 | 4         |
| 영국 싱글 차트             | 2         |
| 미국 빌보드 핫 100         | 14        |
| 미국 캐쉬박스 Top 100      | 11        |